# 17881 Radmall
17881 Radmall è un asteroide della fascia principale. Scoperto nel 1999, presenta un'orbita caratterizzata da un semiasse maggiore pari a 2,2689934 UA e da un'eccentricità di 0,1505728, inclinata di 3,06678° rispetto all'eclittica.